# تيم روز
تيم روز (بالإنجليزية: Tim Rose)‏ هو عازف قيثارة وموسيقي ومغن مؤلف ومغني أمريكي، ولد في 23 سبتمبر 1940 في واشنطن العاصمة في الولايات المتحدة، وتوفي في 24 سبتمبر 2002 في لندن في المملكة المتحدة.

## وصلات خارجية
- الموقع الرسمي
- تيم روز على موقع IMDb (الإنجليزية)
- تيم روز على موقع ميوزك برينز (الإنجليزية)
- تيم روز على موقع أول ميوزيك (الإنجليزية)
- تيم روز على موقع ديسكوغز (الإنجليزية)